# سيرينا ناندا
سيرينا ناندا (بالإنجليزية: Serena Nanda)‏ هي مؤلفة وكاتِبة أمريكية، ولدت في 13 أغسطس 1938.